# Двоїна у санскриті
Санскри́т (деванаґарі: संस्कृता वाक्, saṃskṛtā vāk, «майстерно створена мова») — стародавня літературна мова давньої Індії, що належить до індоєвропейської сім'ї мов. Окрім однини та множини, успадкувала ще й форму двоїни для самостійних частин мови.

## Історія форм двоїни

### Іменник
Залежно від кінцевої букви є дві групи іменників: з основою на приголосну та голосну букву. Іменників з основою на голосний представлено декількома видами відмінювань. Слід згадати, що іменників основ на -а належать слова чоловічого та середнього роду, до основ на -аа, -іі та -ии — тільки жіночого (тут, до речі, у двоїні основ на -аа між основою та закінченнями, що починаються з голосної, з'являється з'єднувальний складник -y-). Тут іще є кореневі(!) основи на -aa, -ii та -uu, які у двоїні відмінюються, як звичайні основи на -іі та -ии (тільки до кореневих основ на -ii та -uu належить лише жіночий рід, а до -aa — жіночій та чоловічий). До основ на -ar/-tar належать іменники чоловічого та середнього роду
Одначе є у санскриті універсальні закінчення відменників, що підходять до всіх основ:
| Відмінок                     | Двоїна  |
| ---------------------------- | ------- |
| Давальний Орудний Відкладний | -bhyaam |
| Родовий Місцевий             | -os     |

#### Основи на голосні
Первинні особові закінчення:
| Відмінок                     | Основи на -а  | Основи на -а | Основи на -аа | Основи на -іі та -ии | Основи на -і та -и       | Основи на -і та -и |
| Відмінок                     | Чоловічий рід | Середній рід | Основи на -аа | Основи на -іі та -ии | Чоловічий та жіночій рід | Середній рід       |
| ---------------------------- | ------------- | ------------ | ------------- | -------------------- | ------------------------ | ------------------ |
| Називний Знахідний Кличний   | -au           | -e           | -e            | -au                  | -ii/-uu                  | -nii               |
| Давальний Орудний Відкладний | -aa/-bhyaam   | -aa/-bhyaam  | -bhyaam       | -bhyaam              | -bhyaam                  | -bhyaam            |
| Родовий Місцевий             | -ay/-os       | -ay/-os      | -os           | -os                  | -os                      | -nos               |

Наприклад:
| Відмінок                     | Основи на -а | Основи на -а | Основи на -аа | Основи на -іі | Основи на -ии      | Основи на -і | Основи на -і   | Основи на -і | Основи на -и   | Основи на -и   | Основи на -и   | Кореневі основи на -aa, -ii та -uu | Кореневі основи на -aa, -ii та -uu | Кореневі основи на -aa, -ii та -uu |
| Відмінок                     | suta (син)   | vana (ліс)   | sutaa (дочка) | nadii- (ріка) | vadhuu- (наречена) | paaNi (рука) | bhuumi (земля) | vaari (вода) | guru (учитель) | dhenu (корова) | ashru (сльоза) | jaa (потомство)                    | shrii (краса)                      | bhuu (земля)                       |
| ---------------------------- | ------------ | ------------ | ------------- | ------------- | ------------------ | ------------ | -------------- | ------------ | -------------- | -------------- | -------------- | ---------------------------------- | ---------------------------------- | ---------------------------------- |
| Називний Знахідний Кличний   | syt'au       | van'e        | sut'e         | nady'au       | vadhv'au           | paaN'ii      | bh'uumii       | v'aariNii    | gur'uu         | dhen'uu        | 'ashruNii      | jau                                | shr'iyau                           | bh'uvau                            |
| Давальний Орудний Відкладний | sut'aabhyaam | van'aabhyaam | sut'aabhyaam  | nad'iibhyaam  | vadh'uubhyaam      | paaN'ibhyaam | bh'uumibhyaam  | v'aaribhyaam | gur'ubhyaam    | dhen'ubhyaam   | 'ashrubhyaam   | jaabhy'aam                         | shriibhy'aam                       | bhuubhy'aam                        |
| Родовий Місцевий             | sut'ayos     | van'ayos     | sut'ayos      | nady'os       | vadhv'os           | paaNy'os     | bh'uumyos      | v'aariNos    | gur'os         | dhenv'os       | 'ashruNos      | jos                                | shriy'os                           | bhuv'os                            |

#### Основи на приголосну
Первинні особові закінчення:
| Відмінок                     | Основи на -ar/-tar | Основи на -ar/-tar |
| Відмінок                     | Чоловічий рід      | Середній рід       |
| ---------------------------- | ------------------ | ------------------ |
| Називний Знахідний Кличний   | -au                | -R^iN/-ii          |
| Давальний Орудний Відкладний | -tR^i/-bhyaam      | -tR^i/-bhyaam      |
| Родовий Місцевий             | -tr/-os            | -R^iN/-os          |

Наприклад:
| Відмінок                     | Основи на -ar/-tar | Основи на -ar/-tar  |
| Відмінок                     | pitar (отець)      | rikSitar (захисник) |
| ---------------------------- | ------------------ | ------------------- |
| Називний Знахідний Кличний   | pit'arau           | rakSit'aarau        |
| Давальний Орудний Відкладний | pit'R^ibhyaam      | rakSit'R^ibhyaam    |
| Родовий Місцевий             | pitr'os            | rakSitr'os          |

### Прикметник
Прикметники в санскриті формально не відмежовані від іменників, тому відміна іменників і прикметників, що мають один і той же вид основи, така сама.
| Відмінок                     | dhiimant (розумний)                        | balin (сильний)                      | laghiiyas (більш легкий)                       |
| ---------------------------- | ------------------------------------------ | ------------------------------------ | ---------------------------------------------- |
| Називний Знахідний Кличний   | dhiimantau (чол.) dhiimantii (жін. і сер.) | balinau (чол.) balinii (жін. і сер.) | laghiiyaa.nsau (чол.) laghiiyasi (жін. і сер.) |
| Давальний Орудний Відкладний | dhiimadbhyaam                              | balibhyaam                           | laghiiyobhyaam                                 |
| Родовий Місцевий             | dhiimatos                                  | balinos                              | laghiiyasos                                    |

### Числівник
Числівник dva має форми тільки двоїни і схиляється як основи на -a (aa), розрізняючися за родами, а от усі наступні числівники вже мають форми тільки множини.
| Відмінок                     | Два         | Дві (жін. і сер.) |
| ---------------------------- | ----------- | ----------------- |
| Називний Знахідний Кличний   | dv'au       | dv'e              |
| Давальний Орудний Відкладний | dv'aabhyaam | dv'aabhyaam       |
| Родовий Місцевий             | dv'ayos     | dv'ayos           |

### Займенник

#### Особові займенники
Приклади:
| Відмінок           | Ми двоє           | Ви двоє           |
| ------------------ | ----------------- | ----------------- |
| Називний Кличний   | aav'aam           | yuv'aam           |
| Родовий            | aav'ayos, nau     | yuv'ayos, vaam    |
| Давальний          | aav'aabhyaam, nau | yuv'aabhyaam vaam |
| Знахідний          | aav'aam, nau      | yuv'aam, vaam     |
| Відкладний Орудний | aav'aabhyaam      | yuv'aabhyaam      |
| Місцевий           | aav'ayos          | yuv'ayos          |

#### Указівні займенники
Займенник tad (синонім — etad) є вказівним займенником, але при самостійному вживанні виконує функцію особового займенника третьої особи. Змінюється за родами: чоловічий рід — sa (той, він), жіночий рід — saa (та, вона), середній рід — tad (то, воно). Пам'ятаймо, що для жіночого й середнього роду займенник однаковий:
| Відмінок                     | tad        | tad        | etad        | etad        |
| Відмінок                     | ті два     | ті дві     | ті два      | ті дві      |
| ---------------------------- | ---------- | ---------- | ----------- | ----------- |
| Називний Знахідний Кличний   | tau        | te         | etau        | ete         |
| Давальний Орудний Відкладний | t'aabhyaam | t'aabhyaam | et'aabhyaam | et'aabhyaam |
| Родовий Місцевий             | t'ayos     | t'ayos     | et'ayos     | et'ayos     |

Окрім займенника tad, яке може виступати і як указівний, і як особовий займенник 3-ї особи, і похідного вказівного займенника etad (це), у санскритіт є ще вказівні займенники ближнього плану idam «цей» (що знаходиться поблизу) і далекого плану adas «той/оний» (що знаходиться далеко від мовця):
| Відмінок                     | idam      | idam      | adas        |
| Відмінок                     | Ці два    | Ці дві    | Ті/оні двоє |
| ---------------------------- | --------- | --------- | ----------- |
| Називний Знахідний Кличний   | im'au     | im'e      | am'uu       |
| Давальний Орудний Відкладний | aabhy'aam | aabhy'aam | am'uubhyaam |
| Родовий Місцевий             | an'ayos   | an'ayos   | am'uyos     |

Варто згадати про займенник enad (те, воно), який має форми тільки знахідного відмінка, а у двоїні — ще й родового-місцевого:
| Відмінок         | enad   | enad   |
| Відмінок         | Ті два | Ті дві |
| ---------------- | ------ | ------ |
| Знахідний        | enau   | ene    |
| Родовий Місцевий | enayos | enayos |

#### Займенникове відмінювання
Зразок відмінювання sarva — увесь, цілий, кожен:
| Відмінок                     | Кожні два    | Кожні дві    |
| ---------------------------- | ------------ | ------------ |
| Називний Знахідний Кличний   | sarvau       | sarve        |
| Давальний Орудний Відкладний | sarvaabhyaam | sarvaabhyaam |
| Родовий Місцевий             | sarvayos     | sarvayos     |

### Дієслово
У санскриті три стани дієслова:
- активний (parasmaipada)
- пасивний (passivum)
- середній (aatmenepada).

Часів усього п'ять:
- теперішній (praesens)
- минулий (perfectum)
- аорист (aoristus)
- імперфект (imperfectum)
- майбутній (futurum).

Як уже відомо, санскрит має три числа: однина, двоїна та множина.

#### Теперішній час
Первинні особові закінчення:
| Особа | Активний стан | Середній стан |
| Особа | Двоїна        | Двоїна        |
| ----- | ------------- | ------------- |
| 1     | -vas          | -vaahe        |
| 2     | -thas         | -aathe/-ithe  |
| 3     | -tas          | -aate/-ite    |

Приклади:
| Особа | Активний стан | Активний стан | Активний стан | Активний стан | Активний стан | Активний стан    | Середній стан   | Середній стан | Середній стан | Середній стан | Середній стан | Середній стан    |
| Особа | likh (писати) | tan (тягнути) | as (бути)     | daa (давати)  | kar (робити)  | vart (крутитися) | shikS (учитися) | tan (тягнути) | as (бути)     | daa (давати)  | kar (робити)  | vart (крутитися) |
| ----- | ------------- | ------------- | ------------- | ------------- | ------------- | ---------------- | --------------- | ------------- | ------------- | ------------- | ------------- | ---------------- |
| 1     | likhaavas     | tan(u)v'as    | sv'as         | dadv'as       | kurv'as       | vivR^itsaavas    | shikSaavahe     | tan(u)v'ahe   | svahe         | d'advahe      | kurv'ahe      | vivartiSaavahe   |
| 2     | likhathas     | tanuth'as     | sth'as        | datth'as      | kuruth'as     | vivR^itsathas    | shikSethe       | tanv'aathe    | sathe         | dad'aathe     | kurv'aathe    | vivartiSethe     |
| 3     | likhatas      | tanut'as      | st'as         | datt'as       | kurut'as      | vivR^itsatas     | shikSete        | tanv'aate     | —             | dad'aate      | kurv'aate     | vivartiSete      |

#### Імперфект
Первинні особові закінчення:
| Особа | Активний стан | Середній стан    |
| Особа | Двоїна        | Двоїна           |
| ----- | ------------- | ---------------- |
| 1     | -va           | -vahi            |
| 2     | -tam          | -aathaam/-ithaam |
| 3     | -taam         | -aataam/-itaam   |

Приклади:
| Особа | Активний стан        | Активний стан | Активний стан | Активний стан          | Активний стан | Середній стан   | Середній стан | Середній стан          | Середній стан |
| Особа | Pat (падати, літати) | tan (тягнути) | as (бути)     | dhaa (ставити, класти) | kar (робити)  | bhaS (говорити) | tan (тягнути) | dhaa (ставити, класти) | kar (робити)  |
| ----- | -------------------- | ------------- | ------------- | ---------------------- | ------------- | --------------- | ------------- | ---------------------- | ------------- |
| 1     | 'apataava            | 'atan(u)va    | 'aaasva       | 'adadhva               | 'akurva       | 'abhaaSaavahi   | 'atan(u)vahi  | 'adadhvahi             | 'akurvahi     |
| 2     | 'apatatam            | 'atanutam     | 'aastam       | 'adhattam              | 'akurutam     | 'abhaaSethaam   | 'atanvaathaam | 'adadhaathaam          | 'akurvaathaam |
| 3     | 'apatataam           | 'atanutaam    | 'aastaam      | 'adhattaam             | 'akurutaam    | 'abhaaSetaam    | 'atanvaatam   | 'adadhaataam           | 'akurvaataam  |

#### Бажальний спосіб
Бажального способу широко вживали були в санскриті, чітко відмежовуючи його функції від функцій наказового способу. Бажального способу у санскриті відмінювали так:
| Особа | Активний стан | Активний стан | Активний стан | Активний стан | Середній стан   | Середній стан  | Середній стан   |
| Особа | likh (писати) | tan (тягнути) | as (бути)     | kar (робити)  | bhaS (говорити) | tan (тягнути)  | kar (робити)    |
| ----- | ------------- | ------------- | ------------- | ------------- | --------------- | -------------- | --------------- |
| 1     | likh'eva      | tanuy'aava    | sy'aava       | kury'aava     | bh'aaSevahi     | tanviv'ahi     | kurviiv'ahi     |
| 2     | likh'etam     | tanuy'aatam   | sy'aatam      | kury'aaatam   | bh'aaSeyathaam  | tanviy'aathaam | kurviiy'aathaam |
| 3     | likh'etaam    | tanuy'aataam  | sy'aataam     | kury'aataam   | bh'aaSeyaataam  | tanviy'aataam  | kurviiy'aatam   |

#### Наказовий спосіб
Первинні особові закінчення:
| Особа | Активний стан | Середній стан    |
| Особа | Двоїна        | Двоїна           |
| ----- | ------------- | ---------------- |
| 1     | -aava         | -aavahai         |
| 2     | -tam          | -aathaam/-ithaam |
| 3     | -taam         | -aataam/-itaam   |

Наказовий спосіб у санскриті має повну парадигму відмінювання в усіх особах і числах, хоча, як бачимо, окремі форми для двоїни є тільки у першій особі.
Наприклад:
| Особа | Активний стан | Активний стан | Активний стан | Активний стан | Середній стан        | Середній стан | Середній стан |
| Особа | likh (писати) | tan (тягнути) | as (бути)     | kar (робити)  | pac (палити, варити) | tan (тягнути) | kar (робити)  |
| ----- | ------------- | ------------- | ------------- | ------------- | -------------------- | ------------- | ------------- |
| 1     | likh'aava     | tan'avaava    | 'asaava       | kar'avaava    | p'acaavahai          | tan'avaavahai | kar'avaavahai |
| 2     | likh'atam     | tanut'am      | st'am         | kurut'am      | p'acethaam           | tanv'aathaam  | kurv'aathaam  |
| 3     | likh'ataam    | tanut'aam     | st'aam        | kurut'aam     | p'acetaam            | tanv'aataam   | kurv'aataam   |

#### Майбутній час

##### Простий майбутній час
Простий майбутній час утворюється від основи майбутнього часу, додаючи до себе первинні особисті закінчення:
| Особа | Активний стан | Середній стан |
| Особа | gam (іти)     | daa (давати)  |
| ----- | ------------- | ------------- |
| 1     | gamiSy'aavas  | daasy'aavahe  |
| 2     | gamiSy'athas  | daasy'ethe    |
| 3     | gamiSy'atas   | daasy'ete     |

##### Описовий майбутній
Описовий майбутній час або майбутній II вживається для позначення дії в майбутньому, у певний указаний момент:
| Особа | Активний стан            | Середній стан            |
| Особа | as (бути) + daa (давати) | as (бути) + daa (давати) |
| ----- | ------------------------ | ------------------------ |
| 1     | sv'as + daataasvas       | svahe + daataasvahe      |
| 2     | sth'as + daataasthas     | sathe + daataasathe      |
| 3     | st'as + daataarau        | daataarau                |

##### Кондиціоналіс
Від основи майбутнього часу утворюється порівняно рідко вживаний у санскриті стан — кондиціональ. Він позначає нереальну дію (яка за певних умов могла б статися в минулому) і вживається в обох частинах умовної пропозиції:
| Особа | kar (робити)  |
| ----- | ------------- |
| 1     | 'akariSyaava  |
| 2     | 'akariSyatam  |
| 3     | 'akariSyataam |

#### Минулий час
Первинні особові закінчення:
| Особа | Активний стан | Середній стан |
| Особа | Двоїна        | Двоїна        |
| ----- | ------------- | ------------- |
| 1     | -va           | -vahe         |
| 2     | -athur        | -aathe        |
| 3     | -atur         | -aate         |

##### Простий перфект
Приклади:
| Особа | Активний стан | Активний стан | Активний стан        | Середній стан | Середній стан | Середній стан     |
| Особа | kar (робити)  | yaa (іти)     | pat (падати, літати) | kar (робити)  | j~naa (знати) | labh (отримувати) |
| ----- | ------------- | ------------- | -------------------- | ------------- | ------------- | ----------------- |
| 1     | cakR^iv'a     | yayiv'a       | petiv'a              | cakR^iv'ahe   | jaj~niv'ahe   | lebhiv'ahe        |
| 2     | cakr'athur    | yay'athur     | pet'athur            | cakr'aathe    | jaj~n'aathe   | lebh'aathe        |
| 3     | cakr'atur     | yay'atur      | pet'atur             | cakr'aate     | jajn'aate     | lebh'aate         |